# Baby Cart : L'Enfant massacre
Série Baby Cart
Baby Cart : Le Sabre de la vengeance
(1972) Baby Cart : Dans la terre de l'ombre
(1972)
Pour plus de détails, voir Fiche technique et Distribution.
Baby Cart : L'Enfant massacre (子連れ狼 三途の川の乳母車, Kozure Ōkami: Sanzu no kawa no ubaguruma, littéralement Le Landau de la Sanzu-no-kawa) est un film japonais réalisé par Kenji Misumi, sorti en 1972. 
C'est le deuxième film de la saga Baby Cart adaptée du manga Lone Wolf and Cub. 

## Synopsis
Ogami Itto, toujours accompagné de son fils Daigoro, âgé de trois ans, dans une poussette, est engagé pour tuer un traître à son clan qui veut vendre les secrets d'une teinture et qui est protégé par les redoutables frères Hidari. Mais il doit aussi faire face à Sayaka, une ninja qui dirige un groupe de femmes assassins travaillant pour le clan Yagyu.  

## Fiche technique
- Titre : Baby Cart : L'Enfant massacre
- Titre original : 子連れ狼 三途の川の乳母車 (Kozure Ōkami: Sanzu no kawa no ubaguruma?)
- Réalisation : Kenji Misumi
- Scénario : Kazuo Koike et Goseki Kojima   d'après leurs manga
- Photographie : Chishi Makiura
- Montage : Toshio Taniguchi
- Musique: Hideaki Sakurai
- Production : Shintarō Katsu et Hisaharu Matsubara
- Sociétés de production : Tōhō et Katsu Production
- Pays de production :  Japon
- Langue originale : japonais
- Format : couleurs - 2,35:1 - son mono
- Genre : chanbara
- Durée : 81 minutes
- Date de sortie :  Japon : 4 avril 1972[1]

## Distribution
- Tomisaburō Wakayama : Ogami Itto
- Kayo Matsuo : Yagyu Sayaka
- Akiji Kobayashi : Benma Hidari
- Minoru Oki : Tenma Hidari
- Shin Kishida : Kuruma Hidari
- Akihiro Tomikawa : Daigoro
- Izumi Ayukawa : Ozunu

## SagaBaby Cart
1. Baby Cart : Le Sabre de la vengeance
2. Baby Cart : L'Enfant massacre
3. Baby Cart : Dans la terre de l'ombre
4. Baby Cart : L'Âme d'un père, le cœur d'un fils
5. Baby Cart : Le Territoire des démons
6. Baby Cart : Le Paradis blanc de l'enfer